# 1949 au théâtre
| Années du théâtre : 1946 - 1947 - 1948 - 1949 - 1950 - 1951 - 1952    |
| Décennies du théâtre : 1910 - 1920 - 1930 - 1940 - 1950 - 1960 - 1970 |

Cet article présente les faits marquants de l'année 1949 au théâtre.

## Événements
- Robert Voisin fonde la maison d'édition théâtrale française de L'Arche.
- Robert Chandeau ajoute à l'hebdomadaire Opéra un supplément bimensuel, Opéra, supplément théâtre, qui deviendra L'Avant-Scène en 1953.

## Pièces de théâtre publiées
- Paul Claudel modifie une dernière fois Partage de midi à la suite de sa création le 16 décembre 1948 au théâtre Marigny par la compagnie Renaud-Barrault

## Pièces de théâtre représentées
- 26 février : Haute surveillance de Jean Genet, théâtre des Mathurins (création).
- 25 avril : Le Roi pêcheur de Julien Gracq, théâtre Montparnasse.
- 29 octobre : Chéri de Colette, mise en scène Jean Wall, théâtre de la Madeleine (Paris) avec Jean Marais et Valentine Tessier.
- 15 décembre : Les Justes d'Albert Camus, théâtre Hébertot (création).
- 15 décembre : Tu m'as sauvé la vie de Sacha Guitry, théâtre des Variétés (création) ; selon Fernandel lui-même[1], c'est une des deux seules pièces de théâtre que celui-ci a joué dans sa carrière.

## Naissances
- 22 mars : Fanny Ardant, actrice française.
- 16 mai : Karlheinz Hackl, acteur et metteur en scène autrichien.
- 17 juin : Françoise Dorner, actrice et dramaturge française.
- 13 août : Jean-Marc Chotteau, comédien, metteur en scène, auteur et directeur de théâtre français.
- 20 septembre : Sabine Azéma, actrice française.
- Farid Paya, metteur en scène français.
- Odile Ehret, dramaturge française.
- Noëlle Renaude, dramaturge française.

## Décès
- 14 septembre : Romuald Joubé (°1876)
- 20 octobre : Jacques Copeau (°1879)
- 27 octobre : Boris Dobronravov (°1896)
- 11 décembre : Charles Dullin (°1885)